# DeAndre Houston-Carson
DeAndre Houston-Carson (Woodford, 13 aprile 1993) è un giocatore di football americano statunitense che milita nel ruolo di safety per i Chicago Bears della National Football League (NFL).

## Biografia

### Chicago Bears
All'università, Houston-Carson giocò a football al College di William e Mary. Fu scelto nel corso del sesto giro (185º assoluto) del Draft NFL 2016 dai Chicago Bears. Debuttò come professionista nel primo turno contro gli Houston Texans. La sua stagione da rookie si chiuse con 2 tackle in 8 presenze, nessuna delle quali come titolare.

## Statistiche
| Partite totali      | 8   |
| Partite da titolare | 0   |
| Tackle              | 2   |
| Sack                | 0,0 |
| Intercetti          | 0   |
| Fumble forzati      | 0   |

Statistiche aggiornate alla stagione 2016